# Doboj
Doboj (cyr. Добој) – miasto w Bośni i Hercegowinie, w Republice Serbskiej, siedziba miasta Doboj. W 2013 roku liczyło 24 349 mieszkańców.

## Geografia
Doboj położony jest w północnej części Bośni, u ujścia Sprečy do Bośni.
Miejscowa gospodarka opiera się na przemyśle budowlanym, chemicznym, maszynowym, odzieżowym i spożywczym. W mieście znajduje się istotny węzeł kolejowy. W okolicy istnieją złoża bentonitu i węgla kamiennego. Funkcjonuje tu prywatna uczelnia wyższa.

## Historia
Pierwsza historyczna wzmianka o Doboju pochodzi z 1415 roku, kiedy to wojska osmańskie pokonały siły węgiersko-chorwackie. Do 1503 roku znalazł się w granicach Imperium Osmańskiego.